# Piotr Kiszkiel
Piotr Kiszkiel, född 1949, är en svensk politiker folkpartist Han är 1:e vice ordförande i SDN Örgryte-Härlanda sedan årsskiftet 2011 och ersättare i kommunfullmäktige i Göteborg. Han är även ledamot i styrelsen för Räddningstjänsten Stor Göteborg samt ledamot i Räddnings tjänstens Regionfullmäktige. Sedan 2011 är han ordförande i Folkpartiets lokalförbund i Göteborg. Kiszkiel har ett mångårigt arbete med integrations- och mångfaldsfrågor.

## Biografi
Piotr Kiszkiel är uppvuxen i Warszawa och studerade juridik mellan åren 1968 och 1972 i Polen. Han tog en socionomexamen vid Göteborgs universitet 1982 och arbetar sedan början av 80-talet som tjänsteman inom Göteborgs stad. Han har även fått orden Polonia Restituta av Lech Wałęsa för sina insatser för Polens sak i Sverige. Kiszkiel var också under flera år ordförande för Katolska Skolan av Notre Dame som ligger i Örgryte.
Kiszkiels första politiska uppdrag var som medborgarvittne och nämndeman. Därefter valdes han som ledamot i Polisstyrelsen för Göteborgs och Bohus län, senare som ledamot i Polisnämnden för Västra Götalands län. Efter valet 2002 blev han ledamot av kommunfullmäktige i Göteborg och 1:e vice ordförande i SDN Härlanda. Han har även varit ledamot i socialresursnämnden och kandiderat till Europaparlamentet.